# 黃邊半線脂鯉
黃邊半線脂鯉，為輻鰭魚綱脂鯉目脂鯉亞目脂鯉科的其中一個種，為熱帶淡水魚，分布於南美洲亞馬遜河、奧里諾科河、聖弗朗西斯科河等流域，體長可達4.5公分，棲息底中層水域，生活習性不明，可做為觀賞魚。

## 扩展阅读
- 維基物種上的相關：黃邊半線脂鯉